# بني لنت السفلية (بني لنت)
بني لنت السفلية هي إحدى مشيخات المملكة المغربية، تتبع جغرافيا لإقليم تازة وإداريًا لبني لنت. يقدر عدد سكانها بـ 8086 نسمة حسب الإحصاء الرسمي للسكان والسكنى لسنة 2004.